# Lilly Caballero de Cueto
Lilly Caballero de Cueto (n. Santa, Ancash, Perú, 9 de enero de 1926-8 de julio del 2015) fue una educadora peruana. Especializada en educación inicial, ha dedicado gran parte de su vida a la erradicación del analfabetismo a través de la promoción de las bibliotecas infantiles y el trabajo de las bibliotecarias. Es viuda del destacado filósofo y educador peruano Carlos Cueto Fernandini, con quien tuvo tres hijos, quienes también han destacado en el campo intelectual: Alonso Cueto Caballero (literato y periodista), Marcos Cueto Caballero (historiador) y Santiago Cueto Caballero (psicólogo).

## Datos biográficos
Hija de Enrique Caballero Thompson y Lilly Elbers Espinosa. Cursó sus estudios primarios y secundarios en el Colegio Santa Úrsula de Lima. Se desempeñó como profesora de jardín de la infancia de 1945 a 1950. En 1949 tomó cursos de capacitación en el Ministerio de Educación por los que obtuvo el título de Maestra Especializada en Educación Inicial. 
El 22 de enero de 1950 se casó con Carlos Cueto Fernandini, filósofo y educador.  De esta unión han nacido Alonso (1954), Marcos (1957) y Santiago Cueto Caballero (1960). 
Entre 1969 y 1980 laboró en el Instituto Superior Pedagógico Nacional de Educación Inicial (ISPNEI), Simultáneamente trabajó como coordinadora de Bienestar Universitario en la Universidad de Lima. 
En 1980 formó el Centro de Documentación e Información de Literatura Infantil (CEDILI), representante de la Sección Internacional de International Board of Books for Young People, a través del cual trabajó para establecer bibliotecas en las instituciones públicas, labor en la que contó con el estímulo de las bibliotecarias y educadoras. Entre 1982 y 1984 trabajó como asesora del Ministro de Educación.

## Obras
- Pongamos en marcha las bibliotecas escolares (1968).
- Cómo preparar a su niño para el jardín de la infancia y la escuela (1980).
- Libros para niños pequeños (1999).
- Y varios manuales para capacitar personal no profesional para promover bibliotecas infantiles en los lugares más pobres y lejanos del Perú.